# Маллин, Герберт
Герберт Уильям Маллин (англ. Herbert William Mullin; 18 апреля 1947, Салинас, Калифорния — 18 августа 2022, Стоктон, Калифорния) — американский серийный убийца, совершивший с октября 1972 года по февраль 1973 года серию из 13 убийств в разных городах штата Калифорния. После ареста Маллин заявил, что совершение убийств было способом предотвратить крупное землетрясение, связанное с разломом Сан-Андреас, о чём он получил предупреждение от потусторонних сил с помощью голосов неустановленного происхождения. Герберт Маллин был признан вменяемым, виновным в совершении убийств и в 1973 году получил в качестве наказания пожизненное лишение свободы с правом условно-досрочного освобождения. Так как он в момент совершения преступления находился в состоянии невменяемости, споры о том, подлежал ли он уголовной ответственности или нет — велись несколько десятилетий. 

## Ранние годы
Герберт Маллин родился 18 апреля 1947 года в городе Салинас, округ Монтерей, штат Калифорния. Был младшим ребёнком в семье из двух детей. В 1952 году его семья переехала в один из пригородов Сан-Франциско, после чего его отец нашёл работу в городе Фелтон, округ Санта-Круз, где вскоре снял жилье и перевез семью. Родители Герберта вели законопослушный образ жизни, не имели проблем с законом и вредных привычек, отрицательно влияющих на быт, здоровье детей и благосостояние семьи в целом, благодаря чему Маллин рос в социально-благополучной обстановке без психотравмирующих ситуаций и последствий. Герберт посещал школу San Lorenzo Valley High School, которую окончил в 1965 году. В школьные годы он занимался спортом, выступал за школьную команду по американскому футболу, не имел проблем с успеваемостью и вследствие этого пользовался популярностью в школе, благодаря чему имел множество друзей и подруг. Вскоре после выпускного, летом 1965 года, погиб один из его близких друзей по имени Дин Ричардсон. После гибели друга Герберт соорудил миниатюрный памятник в честь Ричардсона в своём доме и стал последователем гипотезы реинкарнации. Большинство знакомых и родственников Маллина того времени впоследствии заявили, что симптомы психического расстройства стали появляться у него после гибели Ричардсона. 
После окончания школы Маллин поступил в колледж «Cabrillo College», где изучал инженерное дело. Весной 1966 года он при содействии своего школьного друга Джима Джаннера получил первый опыт курения марихуаны, после чего пристрастился к употреблению наркотических веществ, в том числе ЛСД, и заинтересовался религией стран Востока. Летом 1967 года он окончил колледж, обручился с девушкой и переехал в город Сан-Хосе, где поступил в колледж «San Jose State College». Будучи противником войны во Вьетнаме, Герберт увлекся философией хиппи и примкнул к одной из компаний этой субкультуры, из-за чего между ним и его друзьями произошел конфликт. Потеряв интерес к учёбе, Маллин в ноябре того же года бросил колледж, расстался с девушкой и стал демонстрировать агрессивное поведение и признаки сексуальных девиаций. В апреле 1968 года Маллин подвергся аресту за хранение марихуаны, но не был осужден и получил в качестве наказания несколько месяцев выполнения бесплатных общественно-полезных работ, которые он выполнял, работая в одном из магазинов города Сан-Луис-Обиспо. 
Осенью 1968 года Герберт был призван в армию США, которая в то время вела войну во Вьетнаме. В связи с уровнем его образования положительными характеристиками и идеологическими соображениями, Маллин в конечном счете получил освобождение от военной службы и возможность пройти альтернативную гражданскую службу на территории США. В феврале 1969 года, отбыв назначенное судом наказание, Герберт переехал в город Себастопол, где в то время проживала его сестра. Находясь в её доме, Маллин стал демонстрировать признаки психического расстройства и девиантное поведение, в связи с чем добровольно обратился за помощью в психиатрическую клинику «Mendocino State Hospital» в округе Мендосино, где в результате шестинедельного обследования ему был поставлен диагноз «шизофрения» в сочетании с наркотической зависимостью. В мае того же года он покинул лечебное учреждение и отправился на один из курортов, расположенных в районе озера Тахо, где нашёл работу посудомойщика. Однако через несколько месяцев из-за конфликта с администрацией он был вынужден уволиться и вернуться домой к родителям, где в сентябре добровольно обратился в клинику для лечения наркотической зависимости. В октябре 1969 года он начал страдать слуховыми галлюцинациями и стал демонстрировать непристойное поведение, в связи с чем был арестован и принудительно помещен в психиатрическое отделение центрального госпиталя округа Сан-Луис-Обиспо. 
В ходе психиатрического освидетельствования ему был поставлен диагноз «параноидальная шизофрения», вследствие чего ему был назначен 8-недельный курс лечения. В этот период Маллин признался в своей гомосексуальности. Он был выписан в конце ноября 1969 года и снова вернулся домой к своим родителям, где вскоре нашёл работу посудомойщика в одном из местных кафе и познакомился с жильцами одной из коммун Хиппи, проживающих в городе Санта-Круз. Летом 1970 года Маллин вместе с одним из представителей этой коммуны отправился на Гавайи, однако из-за ухудшения самочувствия он вскоре снова обратился за помощью в одну из местных больниц, после чего вернулся домой в Калифорнию. В июле того же года Герберт снова подвергся аресту за хранение марихуаны. Будучи в заключении, он впал в состояние гиперактивности, по причине чего был этапирован в окружную психиатрическую больницу, однако из-за административных и процессуальных нарушений при его этапировании его были вынуждены отпустить через 72 часа, и он в конечном счете отделался лишь административным штрафом. Через месяц Герберт совершил попытку восстановиться в колледже с целью изучения психологии, но из-за его психического расстройства ему было отказано, после чего он вступил в социальный конфликт со своими родителями, покинул дом и нашёл работу водителя грузовика. В начале 1971 года его психическое состояние резко ухудшилось, страдая от ипохондрии и клинического бреда, он побрил голову и имитировал в разговорной речи мексиканский акцент. Увлекся макробиотикой, вследствие чего сильно исхудал. 
Весной того же года он был в очередной раз арестован за нарушение общественного порядка и сопротивление при аресте. Герберт был осужден и в качестве наказания получил несколько недель лишения свободы. Освободившись в мае 1971 года, он переехал в Сан-Франциско, где в течение следующих 16 месяцев прожил в городском районе, населённым маргиналами и прочими деклассированными элементами. В этот период Маллин познакомился с Алланом Хэнсоном, последователем гипотезы реинкарнации, который убедил Герберта в том, что он был выбран Богом для спасения человечества, вследствие чего у Маллина развился комплекс мессианства. Осенью 1972 года он в очередной раз вернулся к родителям. Во время очередного приступа слуховых галлюцинаций и появления навязчивых нежелательных непроизвольных мыслей, Герберт заявил родителям и знакомым о необходимости совершения жертвоприношений во избежания надвигающегося крупного землетрясения. 

## Серия убийств
Серия убийств началась 12 октября 1972 года, когда Маллин в качестве жертвоприношения забил до смерти бейсбольной битой бездомного, 55-летнего Лоуренса Уайта в лесистой местности округа Санта-Круз. Следующее убийство Герберт совершил 24 октября того же года. Его второй жертвой стала студентка-автостопщица 24-летняя Мэри Гуилфойл. Маллин совершил на неё нападение прямо в салоне автомобиля, в ходе которого нанёс ей несколько ножевых ранений. Впоследствии он завез её труп в лесистую местность, где расчленил его и разбросал останки тела на склонах холмов. 2 ноября 1972 года Герберт явился в церковь, расположенную в городе Лос-Гатос, где совершил нападение на 64-летнего священника Анри Томе, в ходе которого избил его и нанёс несколько ножевых ранений, от которых тот скончался. В ходе расследования убийства были найдены отпечатки пальцев преступника, а также был найден свидетель преступления, который описал полиции приметы внешности и одежды Маллина. Эти убийства, по своему мнению, он совершил под воздействием голоса своего отца, призывавшего его с помощью телепатии к совершению этих действий. 
25 января 1973 года Маллин явился в дом своего одноклассника и друга, 25-летнего Джима Джаннеры, который слыл в округе как наркоторговец в городе Санта-Круз. Однако в тот день выяснилось, что в доме Джаннеры проживает его друг и компаньон по наркоторговле — Роберт Фрэнсис, а сам Джим переехал на новое место жительства. Узнав от жены Фрэнсиса новый адрес проживания Джима Джаннеры, Герберт отправился к нему домой, где между двумя молодыми людьми завязалась ссора, в ходе которой Маллин застрелил его и его 21-летнюю жену Джоан. В тот же день, в вечернее время суток Маллин вернулся в дом Фрэнсисов. В отсутствие главы семейства Герберт ворвался в дом и застрелил жену Фрэнсиса — 29-летнюю Кэти Фрэнсис, а также их сыновей — 9-летнего Дэвида Хьюза и 4-летнего Дэймона Фрэнсиса с целью избавления от свидетелей. 
Через несколько недель, 10 февраля 1973 года, Маллин встретил на окраине города Санта-Круз в лесистой местности четырёх подростков, которые искали подходящее место для кемпинга. Представившись егерем, Маллин потребовал от молодых людей покинуть территорию леса, но получил отказ, после чего открыл по ним стрельбу, вследствие чего все они были убиты. Его жертвами стали 18-летний Дэвид Олайкер, 18-летний Роберт Спектор, 19-летний Брайан Кэрд и 15-летний Марк Драйбелбис, тела которых были обнаружены лишь через несколько дней. Из личных вещей погибших подростков Маллин похитил винтовку 22-го калибра. Последнее убийство Маллин совершил три дня спустя. Во время поездки по западным районам Санта-Круза он увидел возле одного из домов 72-летнего Фреда Переса, который работал на своём приусадебном участке. Без видимой причины Маллин сделал разворот, остановил свой автомобиль напротив дома Переза, вытащил винтовку 22-го калибра и застрелил его. Так как Маллин совершил убийство в дневное время суток, свидетелями преступления стало несколько человек, которые запомнили автомобильный номер Маллина и передали эти данные полиции. 

## Арест и cуд
Герберт Маллин был арестован через несколько минут после убийства Фреда Переса. Во время ареста он не оказал сопротивления. В ходе обыска его автомобиля были найдены пистолет и винтовка 22-го калибра. Баллистическая экспертиза подтвердила, что это оружие использовалось во время убийства Переза, Джима Джаннера и его жены Джоан, Кэти Фрэнсис и её двух сыновей. Дактилоскопическая экспертиза подтвердила соответствие отпечатков пальцев Герберта с отпечатками пальцев преступника, совершившего убийство священника Анри Томе, благодаря чему Герберту Маллину 16 февраля 1973 года было предъявлено обвинение в 7 убийствах. После обнаружения тел Брайана Кэрда, Майкла Спектора, Дэвида Олайкера, Марка Драйбелбиса и последующей экспертизы ему были предъявлены обвинения ещё в четырёх убийствах. Маллин не признал себя виновным и заявил, что все убийства совершил в качестве жертвоприношений во избежания землетрясения в штате Калифорния под влиянием голосов в голове, на основании чего его адвокаты заявили о его невменяемости. 
Судебный процесс открылся 30 июля 1973 года. В общей сложности ему было предъявлено обвинение в 10 убийствах. Маллин не признал своей вины по причине невменяемости, однако суд признал его вменяемым и отдающим отчет в своих действиях, на основании чего 20 августа того же года Герберт был признан виновным в совершении 10 убийств и получил в качестве наказания пожизненное лишение свободы с правом условно-досрочного освобождения по отбытии 7 лет заключения в связи с действием на тот момент в штате Калифорния моратория на применение смертной казни в качестве уголовного наказания. Будучи осужденным, Маллин дал признательные показания в совершении убийств Анри Томе, Мэри Гуилфойл и Лоуренса Уайта. Осенью того же года Маллин был представлен перед судом в округе Санта-Клара, так как убийство Томе он совершил на территории этого округа. Он был признан виновным и 23 декабря 1973 года получил ещё один срок в виде пожизненного лишения свободы. 

## В заключении
Все последующие годы жизни Герберт Маллин провёл в разных пенитенциарных учреждениях штата Калифорния. В 1980 году он получил право подать ходатайство на условно-досрочное освобождение, но добровольно отказался от этого. Впоследствии, начиная с 1982 года, он 8 раз подавал ходатайства, но ему всегда было отказано. За годы заключения Маллин заслужил репутацию образцового заключённого, получил образование в области ландшафтного проектирования и освоил ещё несколько профессий. На слушаниях в 1985 году он заявил о раскаянии в содеянном. В 1996 году на очередных слушаниях по его условно-досрочному освобождению Маллин заявил, что в случае освобождения надеется найти работу в образовательных учреждениях для работы с молодёжью. Последнее ходатайство на условно-досрочное освобождение Герберт Маллин подал в начале 2011 года, но ему снова было отказано и запрещено подавать подобные ходатайства до 2021 года. 18 марта 2021 года 73-летнему Герберту Маллину было в очередной раз отказано в условно-досрочном освобождении. 

## Смерть
В середине 2021 года у Герберта Маллина ухудшилось общее состояние здоровья, благодаря чему в конце того же года он был этапирован из «Государственной тюрьмы Мул-Крик» в тюрьму «Калифорнийское медицинское учреждение», в которой отбывают уголовное наказание осуждённые, достигшие пожилого возраста, имеющие серьёзные заболевания и нуждающиеся в круглосуточном медицинском уходе. Находясь на территории этого учреждения, Герберт Маллин умер вечером 18 августа 2022 года. 